# Equiestensione
In geometria, l'equiestensione è la proprietà di due figure che hanno la stessa area. Due figure si dicono quindi equiestese quando hanno la stessa estensione superficiale.
Classici sono i problemi di equiestensione in cui si chiede di ottimizzare il perimetro; generalmente poligoni regolari sono a parità di numero di lati e di area le figure con il minor perimetro, mentre il cerchio è la figura in assoluto che a parità di estensione garantisce il minor perimetro.
Caso diametralmente opposto può essere quello dei frattali, figure con una area limitata, ma con un perimetro di lunghezza potenzialmente infinita.